# Майсурян, Ольга Михайловна
Ольга Михайловна Майсурян (настоящая фамилия — Пугинян) (арм. Օլգա Մայսուրյան; 7 марта 1871, Тифлис, Кавказское наместничество, Российская империя — 3 августа 1931, Тифлис, Грузинская ССР, СССР), армянская и советская актриса

 театра и кино, театральный деятель. Заслуженная артистка Грузинской ССР (1930).

## Биография
Дебютировала в 1895 году на русской сцене в Тифлисе, с 1900 года играла на армянских сценах. Зарекомендовала себя, как выдающийся мастером национального сценического искусства.
Выступала в крупных городах Закавказья и Северного Кавказа, в 1912 году — в Москве на сцене Армянской драматической студии и Санкт-Петербурге.
Одна из основателей армянской драматургии в Тбилиси. В 1921 году была в числе основателей Тифлисского государственного театра армянской драмы.
Амплуа — драматическая героиня.
Снималась в кино.
Искусство О. Майсурян отличалось ярко выраженной индивидуальностью, исключительной теплотой и задушевностью переживаний, отточенной формой передачи внутреннего мира своих героинь, высокой сценической культурой.

## Избранные роли в театре
- Офелия, Дездемона, леди Макбет в пьесах Шекспира,
- Кручинина («Без вины виноватые» А. Н. Островского,
- Катерина («Гроза» А. Н. Островского),
- Магда («Родина» Зудермана),
- Зейнаб («Измена» Южина-Сумбатова),
- Раутенделейн («Потонувший колокол» Г. Гауптмана),
- Трильби («Трильби» Г. Ге),
- Луиза («Коварство и любовь» Ф. Шиллера),
- Маргарита Готье («Дама с камелиями»),
- Мира Эфрос и Эсфирь («Миреле Эфрос[англ.]» и «За океаном» Я. Гордина),
- Евгине, Сусан, Маргарит («Евгине», «Намус», «Из-за чести» Ширванзаде),
- Настасья Филипповна («Идиот» по Достоевскому) и др.

## Фильмография
- 1922 — «Сурамянская крепость» — Мария, мать Нино и Османа
- 1926 — «Намус» — Гюльназ, мать Сусан
- 1929 — «Замаллу» — крестьянка.

О. Майсурян известна также своей театрально-общественной работой. Выступала с художественным чтением на армянском и русском языках.
Сын — советский академик ВАСХНИЛ Николай Александрович Майсурян.
Похоронена в Тбилиси в Пантеоне Ходживанка.